# Maria Róża Frankowska
Maria Róża Szylling-Frankowska (ur. 1895 w Kijowie, zm. 13 kwietnia 1989 w Vancouver) – pierwsza i jedyna przedwojenna radna miasta Gdynia, działaczka społeczna.

## Życiorys
Przyszła na świat w polsko-szkockiej rodzinie Marii Anny z Douglasów i Aleksandra Dobrowolskich. Po wybuchu rewolucji październikowej rodzina przeprowadziła się do Warszawy.
W dniu 27 kwietnia 1922 w kościele pw. św. Aleksandra wyszła za kom. Stefana Frankowskiego. Zamieszkali w Paryżu, gdzie przyszedł na świat ich pierwszy syn Stefan. Następnie rodzina przeniosła się do Warszawy. Tam urodziła się córka Maria Jolanta. W 1933 Stefan został dowódcą Obrony Wybrzeża Morskiego w Gdyni. Rodzina przeprowadziła się do Willi Trzech Róż przy ul. Sienkiewicza w Gdyni.
Frankowska była przewodniczącą Stowarzyszenia „Rodzina Wojskowa”, będącej częścią Komisji Porozumiewawczej Organizacji Kobiecych, która popularyzowała aktywność obywatelską kobiet w Gdyni. Komisja stanowiła platformę działań na rzecz udziału kobiet w wyborach samorządowych i parlamentarnych. Stowarzyszenie Rodzina Wojskowa prowadziło dożywianie biednych dzieci, organizowało świetlice i przedszkola, tworzyło placówki sanitarne. Była też członkinią Miejskiej Komisji Opieki Społecznej. Przewodniczyła komitetowi pomocy marynarzom, wdowom i sierotom po marynarzach działającym przy Kole Marynarzy. W 1934 pełniła funkcję przewodniczącej Komisji Organizacyjnej Okręgu Morskiego Organizacji Młodzieży Pracującej z siedzibą w Gdyni na powiaty: morski, kartuski, kościerski, tczewski i starogardzki. Była wiceprezeską Towarzystwa Przyjaźni Polsko-Francuskiej w Gdyni.
W marcu 1935, w związku z pełnionymi przez nią funkcjami społecznymi, została przewodniczącą Komisji Opieki Społecznej Rady Miejskiej. W dniu 18 czerwca 1937 została członkinią Rady Miejskiej w Gdyni, co było następstwem postulatów zawiązanej w 1936 Komisji Porozumiewawczej Organizacji Kobiecych w Gdyni. W wyborach parlamentarnych w 1938 kandydowała do Sejmu z ramienia pomorskiego Obozu Zjednoczenia Narodowego. Zyskała poparcie kręgów wojskowych i organizacji kobiecych. Uzyskała ponad 12 tys. głosów, ale jako druga pod względem liczby głosów w Gdyni nie weszła do parlamentu.
W 1940 została wdową (mąż zmarł w niewoli niemieckiej). Wraz z dziećmi została ewakuowana do Wielkiej Brytanii, a potem do Kanady. Wyjazd zorganizował rząd polski w Londynie. Zamieszkała w Montrealu. Znajomość języka angielskiego umożliwiła jej pracę w biurze amerykańskiej kompanii RCA. Awansowała na dyrektorkę personelu żeńskiego. Pomagała polskim emigrantom i emigrantkom w znalezieniu pracy w Kanadzie. Była współzałożycielką Stowarzyszenia Polskich Uchodźców Wojennych (od 1958 Stowarzyszenie Polskie w Montrealu). Należała do Federacji Polek w Montrealu, działała w Komitecie Pomocy Dzieciom Polskim oraz w Sekcji Opieki nad Grobami Polskimi w Saint-Sauveur przy Stowarzyszeniu Polskim w Montrealu.
Była zainteresowana historią Kresów Wschodnich. Spisała historię polskich rodzin zamieszkałych na Rusi. Opublikowała Monografię Klucza Tulińskiego na tle genealogii właścicieli. Oryginał pracy przechowywany jest w archiwum państwowym Kanady, a kopia w Bibliotece Polskiej im. Wandy Stachiewicz przy Uniwersytecie McGilla w Montrealu.
W 1949 wyszła za mąż za działacza polonijnego i wydawcę polskojęzycznej gazety, gen. Antoniego Szyllinga. Po jego śmierci w 1971 przeniosła się do Vancouver.
Została pochowana w polskiej sekcji cmentarza w Saint-Sauveur-des-Monts w prowincji Quebec.

## Oznaczenia
Przed II wojną światową została odznaczona Złotym Krzyżem Zasługi.